# Dogma
|  | Per a altres significats, vegeu «Dogma (desambiguació)». |

Un dogma és una doctrina sostinguda per una religió o una altra organització d'autoritat i que no admet rèplica, és a dir, és una creença individual o col·lectiva no subjecta a prova de veracitat, el contingut del qual pot ser religiós, filosòfic, social, sexual, etc., impulsat per una utilitat pràctica. L'ensenyament d'un dogma o de doctrines, principis o creences de caràcter dogmàtic es coneix amb el nom d'adoctrinament.
En el seu origen el terme podia significar també una norma o decret emès per una autoritat, o una opinió característica d'una escola filosòfica. Amb el creixement de l'autoritat de l'Església, la paraula adquirí el que ara és el seu significat principal, dogma teològic o dogma de fe, del que deriven, per analogia, la resta dels seus usos habituals. Serien així dogmes no només les anomenades veritats de la religió catòlica, sinó les de qualsevol altra religió, o qualsevol altra creença que es proclami veritat indiscutible.

## Etimologia
La paraula "dogma" es va traduir al segle XVII del llatí dogma que significa "principi filosòfic" o principi, derivat del dogma grec (δόγμα) que significa literalment "allò que hom creu que és cert" i el verb dokein, "semblar bo". El plural, basat en el grec, és "dogmata" (dawg-MAH-tah), tot i que els "dogmes" es poden utilitzar més habitualment en anglès.

## Dogmes de fe
Formalment, el terme dogma ha estat utilitzat per alguns grups religiosos teistes per descriure el conjunt de posicions que formen les creences més centrals, fonamentals o essencials del grup, tot i que el terme també es pot utilitzar per referir-se a tot el conjunt de creences formals identificades per un grup religiós teista o no teístic. En alguns casos, el dogma es distingeix de l'opinió religiosa i les coses de la doctrina considerades menys significatives o incertes. Sovint s'aclareix i s'elabora el dogma formal de l'església en la seva comunicació.

### Al catolicisme
La teologia catòlica defineix els dogmes com les preposicions que anuncien la veritat revelada contingudes a les escriptures i a la tradició, i són proposades del magisteri eclesiàstic. El dogma és per l'església catòlica la revelació i el magisteri, i va per aquest motiu cregut, fide divina et catholica.
Apareix al Nou Testament amb una significació profana equivalent a "edicte" i al mateix temps amb el sentit de "prescripció" com a veritat del Nou Testament, amb el consentiment de la comunitat, de l'Església i sota la influència de l'Esperit Sant. Pot sorgir dels escrits sagrats, d'una declaració ex-cathedra del Papa o de les conclusions d'un concili. Enfront d'aquesta concepció la Reforma Protestant es va oposar definint que l'única base dogmàtica per a un cristià és la Bíblia.
Els dogmes s'aprenen per iniciació, i sovint no poden ser compresos mitjançant la raó. Hi ha diverses classes de dogmes, els més elevats són els dogmes de fe, directament revelats per Déu i sense els quals una persona no es pot definir com a cristiana (segons afirma l'Església catòlica). En un segon terme estan els dogmes de l'església, ensenyances que es consideren nuclears per a formar part de la comunitat i posteriorment apareixen les conclusions d'una butlla o concili vinculant.

#### Catolicisme i cristianisme oriental
Per al catolicisme i el cristianisme oriental, els dogmes estan inclosos en el Credo Niceno i en les lleis canòniques de dos, tres, set o vint concilis ecumènics (depenent de si es tracta d’Església d’Orient, Ortodoxa Oriental, Ortodoxa Oriental o Catòlica). Aquests principis són resumits per Joan de Damasc a la seva Exposició exacta de la fe ortodoxa, que és el tercer llibre de la seva obra principal, titulat La font del coneixement. En aquest llibre adopta un doble enfocament a l’hora d’explicar cada article de la fe: un, dirigit als cristians, on utilitza cites de la Bíblia i, de tant en tant, d’obres d'altres pares de l’Església, i el segon, dirigit als dos membres de -Religions cristianes i ateus, per a les quals empra lògica i dialèctica aristotèlica.
Les decisions de catorze concilis posteriors que els catòlics consideren dogmàtics i un nombre reduït de decrets promulgats pels papes que exerceixen la infal·libilitat papal (per exemple, vegeu Immaculada Concepció i Assumpció de Maria) es consideren com una part del cos sagrat de doctrina de l’Església catòlica.

### A l'islam
El dogma islàmic s'anomena aqida i consta de sis articles de fe (arkan al-islam): creença en l'estricta unicitat de Déu, en els àngels, en els llibres sagrats, en els profetes, en el Judici Final i en el destí. En l'islam, però, el dogma ha de traduir-se en actes: creure no és suficient i s'han de respectar els anomenats pilars de l'islam, unes pautes de comportament obligatòries que permetran al creient d'obtenir la salvació.

### Budisme
La visió o la posició és una idea central del budisme. En el pensament budista, una visió no és una simple col·lecció abstracta de proposicions, sinó una interpretació carregada de l'experiència que forma i afecta intensament el pensament, la sensació i l’acció. Per tant, tenir una actitud mental adequada cap a les opinions es considera una part integral del camí budista, ja que de vegades cal posar en pràctica opinions correctes i abandonar les opinions incorrectes, mentre que altres vegades totes les opinions es veuen com a obstacles per a la il·lustració.

## Filosofia

### Epicurisme
L'epicurisme és una filosofia dogmàtica que ensenya que la veritat es pot conèixer i que hi ha veritats que es poden conèixer, mesurar i observar. El seu dogmatisme filosòfic es basa en la visió epicúrea de l'empirisme i es basa en l'evidència dels sentits.

### Estoïcisme
En l'estoïcisme el "dogma" (δόγμα) és un principi establert per la raó i l'experiència. L'estoïcisme té molts dogmes, com el conegut dogma estoic "l'únic bé és el bé moral i l'únic mal és el mal moral".

### Pirronisme
En la filosofia pirronista, el "dogma" es refereix a l'assentiment d'una proposta sobre una qüestió no evident. El principi principal del pirronisme s'expressa amb la paraula acatalepsia, que connota la capacitat de retenir el consentiment de les doctrines sobre la veritat de les coses en la seva pròpia naturalesa; contra tota afirmació es pot avançar la seva contradicció amb la mateixa justificació. En conseqüència, els pirronistes rebutgen el consentiment pel que fa a proposicions no evidents, és a dir, dogmes. Els pirronistes argumenten que els dogmàtics, com els estoics, els epicuris i els peripatètics, no han pogut demostrar que les seves doctrines sobre qüestions no evidents són certes.